# Friedrich Herzog von Württemberg
Friedrich Philipp Carl Franz Maria Herzog von Württemberg (* 1. Juni 1961 auf Schloss Friedrichshafen in Friedrichshafen; † 9. Mai 2018 auf der Gemarkung von Ebenweiler) war ein deutscher Unternehmer, Oberst d.R. der Bundeswehr und Verwaltungschef der Hofkammer des Hauses Württemberg.

## Leben
Friedrich von Württemberg besuchte zunächst eine Schule in Friedrichshafen und mit dem Umzug der Familie 1975 nach Altshausen absolvierte er sein Abitur am Gymnasium in Saulgau. Nach der Schulzeit machte er eine Ausbildung zum Offizier bei der Bundeswehr. Er führte den Rang eines Obersts der Reserve.
Ab 1992 war Friedrich Herzog von Württemberg für das Familienunternehmen „Hofkammer des Hauses Württemberg“ tätig, ab 1997 war er Chef der Vermögensverwaltung der Hofkammer. In deren Verwaltung stehen rund 5500 Hektar Wald, 2000 Hektar Wiesen und Äcker, 50 Hektar Rebgärten, etwa 700 Grundstücke im In- und Ausland, Wälder in Kanada, Österreich und Spanien sowie Unternehmensbeteiligungen. Außerdem wird der Unterhalt von 70 Kulturdenkmalen des Hauses Württemberg sichergestellt, darunter Schloss Friedrichshafen, Schloss Monrepos und Schloss Altshausen.
Im Mai 2017 hatte der Ministerpräsident von Baden-Württemberg, Winfried Kretschmann, rund 70 Vertreter von Adelsfamilien im Gebiet Baden-Württembergs in das Neue Schloss in Stuttgart geladen. Er würdigte mit dem Empfang mit abendlichen Bankett die Verdienste von Adelsfamilien um den Erhalt von Liegenschaften. Ihre Schlösser, Gärten, Wälder und Weinberge gehörten zum kulturellen Erbe Baden-Württembergs, sagte Kretschmann. Sie würden mit großem zeitlichen und finanziellen Aufwand gepflegt. Oft seien sie auch für die Öffentlichkeit zugänglich. Der damalige CDU-Generalsekretär Manuel Hagel befürwortete Kretschmanns Empfang. „Der Adel hat für unser Land eine große Bedeutung. Dies zeigt sich besonders im Bereich des Kulturgutes, wie beispielsweise im Erhalt von Schlössern, der Pflege von Wäldern und der Landwirtschaft.“ Friedrich Herzog von Württemberg war als nach seinem Vater hochrangigster Vertreter des Hauses Württemberg nach Stuttgart gekommen, u. a. neben Max Markgraf von Baden, Philipp Fürst zu Hohenlohe-Langenburg, Berthold Graf Schenk von Stauffenberg, Bettina Gräfin Bernadotte und Björn Graf Bernadotte von der Blumeninsel Mainau.
Am 9. Mai 2018 kam Friedrich von Württemberg bei einem Autounfall zwischen Ebenweiler und Fronhofen im Landkreis Ravensburg ums Leben. Bei dem Versuch, mit seinem Sportwagen einen Traktor mit Anhänger in einer Kurve zu überholen, stieß er frontal mit einem entgegenkommenden Fahrzeug zusammen und erlag noch am Unfallort seinen Verletzungen, die drei Insassen des entgegenkommenden Fahrzeugs wurden verletzt in ein Krankenhaus eingeliefert. Friedrich von Württemberg wurde 56 Jahre alt und hinterließ seine Frau und drei erwachsene Kinder. Am 25. Mai 2018 wurde er nach einer von Bischof Gebhard Fürst zelebrierten Trauerfeier in der Familiengruft im Schloss Altshausen beigesetzt.
Zur Trauerfeier waren neben den Angehörigen auch 2000 geladenene Gäste aus Adel, Politik und Gesellschaft nach Altshausen gekommen, darunter der König der Belgier Philippe mit seiner  Gattin Mathilde, der ehemalige Ministerpräsident Erwin Teufel, die Landtagspräsidentin Muhterem Aras, Innenminister Thomas Strobl, Max Markgraf von Baden mit seinem Sohn Bernhard, und Franz Herzog von Bayern.
Friedrich Herzog von Württemberg war Mitglied des Universitätsbundes Hohenheim, des Universitätsbundes Tübingen, dessen Vorsitzender er bis zu seinem Tod war, und Vorsitzender des Kuratoriums der Zeppelin Universität. Er war Schirmherr der Stiftung Dianiño für diabeteskranke Kinder sowie stellvertretender Kuratoriumsvorsitzender der Olgäle-Stiftung in Stuttgart, Beisitzer der Gesellschaft Oberschwaben für Geschichte und Kultur, Kuratoriumsmitglied der Akademie für gesprochenes Wort in Stuttgart und Vorstandsmitglied des Landesverbandes Baden-Württemberg der Deutschen Kriegsgräberfürsorge.
Er war Ritter des Ordens vom Goldenen Vlies, einem 1430 gegründeten Ritterorden, und war Träger des Ordens der Württembergischen Krone, dem württembergischen Hausorden. Er unterstützte den Blutritt in Weingarten, dessen Ehrengast er jahrelang war, und den Bund Katholischer Unternehmer bei Veranstaltungen. Er war Förderer des privaten Radiosenders Radio Horeb.

## Familie
Friedrich von Württemberg war das erste von sechs Kindern und der älteste Sohn von Carl Herzog von Württemberg (1936–2022) und dessen Ehefrau Diane Herzogin von Württemberg, geborene d’Orléans (* 1940).
Am 11. November 1993 fand in Altshausen die standesamtliche Trauung mit Wilhelmine Marie Prinzessin zu Wied (* 27. Dezember 1973 in München) statt, Tochter von Ulrich Prinz zu Wied (1931–2010) und dessen Ehefrau Ilke, geborene Fischer (1936–2020); am 13. November 1993 heiratete das Paar kirchlich im Ludwigsburger Schloss. Die Trauung nahm Kardinal Walter Kasper vor, der damalige Bischof von Rottenburg-Stuttgart.
Aus der Ehe stammen drei Kinder:
- Wilhelm Friedrich Carl Philipp Albrecht Nikolaus Erich Maria Herzog von Württemberg (* 13. August 1994 in Ravensburg)
- Marie-Amelie Diana Katharina Beatrix Philippa Sophie Herzogin von Württemberg (* 11. März 1996 in Ravensburg) ⚭ 2023 Franz-Ferdinand Freiherr von Feilitzsch (* 1997)
- Sophie-Dorothée Martina Johanna Maria Henriette Harita Herzogin von Württemberg (* 19. August 1997 in Ravensburg)

## Trivia
Friedrich Herzog von Württemberg war kein Nachfahre der königlichen Linie des Hauses Württemberg, wenngleich doch ein Urenkel des letzten Kronprinzen des Königreichs Württemberg, dem bis 1918 zum Thronfolger bestimmten Albrecht Herzog von Württemberg. Der letzte württembergische König hatte nur eine Tochter. Daher ging die Leitung des Hauses nach dessen Tod 1921 auf die katholische Linie der Familie über. Die Frau von Friedrich Herzog von Württemberg, Marie Prinzessin zu Wied, ist jedoch väterlicherseits eine Ur-Ur-Enkelin des letzten württembergischen Königs Wilhelm II. Somit ist der heutige Haus-Chef Wilhelm Herzog von Württemberg wieder ein Nachfahre der königlichen Linie der Württemberger.

### Vorfahren
| Ahnentafel Friedrich Herzog von Württemberg  | Ahnentafel Friedrich Herzog von Württemberg                                                    | Ahnentafel Friedrich Herzog von Württemberg                                                              | Ahnentafel Friedrich Herzog von Württemberg                                                                          | Ahnentafel Friedrich Herzog von Württemberg                                                                          | Ahnentafel Friedrich Herzog von Württemberg                                                 | Ahnentafel Friedrich Herzog von Württemberg                                                       | Ahnentafel Friedrich Herzog von Württemberg                                                                       | Ahnentafel Friedrich Herzog von Württemberg                                                                              |
| -------------------------------------------- | ---------------------------------------------------------------------------------------------- | --- | --- | --- | ------------------------------------------------------------------------------------------- | ------------------------------------------------------------------------------------------------- | --- | --- |
| Ururgroßeltern                               | Herzog Philipp von Württemberg (1838–1917) ⚭ 1865 Marie Therese von Österreich (1845–1927)     | Erzherzog Karl Ludwig von Österreich (1833–1896) ⚭ 1862 Maria Annunziata von Neapel-Sizilien (1843–1871) | Erzherzog Ferdinand IV. (Toskana) (1835–1908) ⚭ 1868 Alicia von Bourbon-Parma (1849–1935)                            | Prinz Alfons Maria von Neapel-Sizilien (1841–1934) ⚭ 1868 Maria Antonia von Bourbon-Sizilien (1851–1938)             | Prinz Robert d’Orléans, duc de Chartres (1840–1910) ⚭ 1863 Françoise of Orléans (1844–1925) | Graf Louis Philippe d’Orléans (1838–1894) ⚭ 1864 Maria Isabella d’Orléans-Montpensier (1848–1919) | Prinz Gaston d’Orléans, comte d’Eu (1842–1922) ⚭ 1864 Isabella von Brasilien (1846–1921)                          | Freiherr Johann-Wenzel Dobrzensky von Dobrzenicz (1841–1919) ⚭ 1869 Elisabeth von Kottulin und Krzischkowitz (1850–1929) |
| Urgroßeltern                                 | Herzog Albrecht von Württemberg (1865–1939) ⚭ 1893 Margarete Sophie von Österreich (1870–1902) | Herzog Albrecht von Württemberg (1865–1939) ⚭ 1893 Margarete Sophie von Österreich (1870–1902)           | Erzherzog Peter Ferdinand von Österreich-Toskana (1874–1948) ⚭ 1900 Maria Christina von Bourbon-Sizilien (1877–1947) | Erzherzog Peter Ferdinand von Österreich-Toskana (1874–1948) ⚭ 1900 Maria Christina von Bourbon-Sizilien (1877–1947) | Jean d’Orléans (1874–1940) ⚭ 1899 Isabelle d’Orléans (1878–1961)                            | Jean d’Orléans (1874–1940) ⚭ 1899 Isabelle d’Orléans (1878–1961)                                  | Prinz Pedro de Alcântara de Orléans e Bragança (1875–1940) ⚭ 1908 Elisabeth Dobrzensky von Dobrzenicz (1875–1951) | Prinz Pedro de Alcântara de Orléans e Bragança (1875–1940) ⚭ 1908 Elisabeth Dobrzensky von Dobrzenicz (1875–1951)        |
| Großeltern                                   | Philipp Albrecht Herzog von Württemberg (1893–1975) ⚭ 1928 Rosa von Österreich (1906–1983)     | Philipp Albrecht Herzog von Württemberg (1893–1975) ⚭ 1928 Rosa von Österreich (1906–1983)               | Philipp Albrecht Herzog von Württemberg (1893–1975) ⚭ 1928 Rosa von Österreich (1906–1983)                           | Philipp Albrecht Herzog von Württemberg (1893–1975) ⚭ 1928 Rosa von Österreich (1906–1983)                           | Henri d’Orléans (1908–1999) ⚭ 1931 Isabelle d’Orléans-Bragance (1911–2003)                  | Henri d’Orléans (1908–1999) ⚭ 1931 Isabelle d’Orléans-Bragance (1911–2003)                        | Henri d’Orléans (1908–1999) ⚭ 1931 Isabelle d’Orléans-Bragance (1911–2003)                                        | Henri d’Orléans (1908–1999) ⚭ 1931 Isabelle d’Orléans-Bragance (1911–2003)                                               |
| Eltern                                       | Carl von Württemberg (1936–2022) ⚭ 1960 Diane Herzogin von Württemberg (* 1940)                | Carl von Württemberg (1936–2022) ⚭ 1960 Diane Herzogin von Württemberg (* 1940)                          | Carl von Württemberg (1936–2022) ⚭ 1960 Diane Herzogin von Württemberg (* 1940)                                      | Carl von Württemberg (1936–2022) ⚭ 1960 Diane Herzogin von Württemberg (* 1940)                                      | Carl von Württemberg (1936–2022) ⚭ 1960 Diane Herzogin von Württemberg (* 1940)             | Carl von Württemberg (1936–2022) ⚭ 1960 Diane Herzogin von Württemberg (* 1940)                   | Carl von Württemberg (1936–2022) ⚭ 1960 Diane Herzogin von Württemberg (* 1940)                                   | Carl von Württemberg (1936–2022) ⚭ 1960 Diane Herzogin von Württemberg (* 1940)                                          |
| Friedrich Herzog von Württemberg (1961–2018) |                                                                                                | | | |                                                                                             |                                                                                                   | | |